# Micral
El Micral es una serie de microcomputadoras producidas por la empresa francesa Réalisation d'Études Électroniques (R2E), comenzando con el Micral N a principios de 1973. El Micral N fue la primera computadora basada en microprocesador disponible comercialmente. 
En 1986, tres jueces de The Computer Museum, Boston: el diseñador de Apple II y cofundador de Apple Inc., Steve Wozniak, el antiguo empleado de MITS y editor de PC World, David Bunnell, y el director asociado y conservador del museo, Oliver Strimpel, otorgaron el título de "primera computadora personal usando un microprocesador" al Micral de 1973 El Micral N fue la primera computadora personal comercial que no era un kit basada en un microprocesador (en este caso, el Intel 8008).
El Computer History Museum actualmente dice que el Micral es una de las primeras computadoras personales comerciales que no son de kit. El Kenbak-1 de 1971, inventado antes del primer microprocesador, se considera la primera "computadora personal" del mundo. Esa máquina no tenía una CPU de un chip, sino que se basaba exclusivamente en chips TTL.

## Micral N
El fundador de R2E, André Truong Trong Thi (EFREI, París), un inmigrante francés de Vietnam, le pidió al francés François Gernelle que desarrollara la computadora Micral N para el Instituto Nacional de Investigación Agronómica (INRA), a partir de junio de 1972. Alain Perrier, del INRA, estaba buscando una computadora para controlar el proceso en sus mediciones de evapotranspiración del cultivo. El software fue desarrollado por Benchetrit. Beckmann diseñó las tarjetas de E/S y los controladores para el almacenamiento magnético periférico. Lacombe fue responsable del sistema de memoria, canal de alta velocidad de E/S, fuente de alimentación y panel frontal. Gernelle inventó el Micral N, que era mucho más pequeño que las minicomputadoras existentes. El Manual del Usuario de enero de 1974 lo llamó "el primero de una nueva generación de mini computadoras cuya característica principal es su costo muy bajo" y dijo: "El uso principal de MICRAL es el control de procesos. No pretende ser una mini computadora universal ".
La computadora debía entregarse en diciembre de 1972, y Gernelle, Lacombe, Benchetrit y Beckmann tuvieron que trabajar en una bodega en Châtenay-Malabry durante 18 horas al día para entregar la computadora a tiempo. El software, el monitor MIC 01 basado en ROM y el ensamblador ASMIC 01 se escribieron en una minicomputadora Intertechnique Multi-8 utilizando un ensamblador cruzado. La computadora estaba basada en un microprocesador Intel 8008 con una velocidad de 500 kHz Tenía un bus backplane, llamado Pluribus con conector de 74 pines. Se pueden enchufar 14 tableros en un Pluribus. Con dos Pluribus, el Micral N podría soportar hasta 24 tableros. La computadora usaba memoria MOSFET en lugar de memoria central. El Micral N podría admitir E/S en paralelo y en serie. Tenía 8 niveles de interrupción y una pila. La computadora se programó con cinta perforada y utilizó una teleimpresora o módem para E/S. La consola del panel frontal era opcional, ofreciendo a los clientes la opción de diseñar su propia consola para que coincida con una aplicación en particular. Fue entregado al INRA en enero de 1973 y comercializado en febrero de 1973 por FF8,500 (alrededor de $1,750), lo que lo convierte en un reemplazo rentable para minicomputadoras que auguraron la era de la PC. 
Francia había producido el primer microordenador. Pasaría un año antes de que se anunciara el primer microordenador norteamericano, SCELBI, en la edición de marzo de 1974 de QST, una revista de radioaficionados.
De hecho, INRA originalmente planeaba usar computadoras PDP-8 para el control de procesos, pero el Micral N podría hacer lo mismo por una quinta parte del costo. Un lector de disquete de 8 pulgadas fue agregado al Micral en diciembre de 1973, siguiendo un comando de la Commissariat à l'Energie Atomique. Esto fue posible gracias al canal de la pila, un búfer que podía aceptar un megabyte por segundo. En 1974, se instalaron un teclado y una pantalla en las computadoras Micral. Un disco duro (primero creado por CAELUS y luego por Diablo) estuvo disponible en 1975. En 1979, el Micral 8031 D estaba equipado con un 5 "1/4   pulgadas de disco duro de 5 megabytes fabricado por Shugart.

## Modelos posteriores
Después de la introducción en abril de 1974 del Intel 8080, R2E presentó el segundo y el tercer modelo Micral, basados en 8080 a 1   MHz, el Micral G y el Micral S. 
En noviembre de 1975, R2E firmó a Warner & Swasey Company como fabricante y comercializador exclusivo de la línea Micral en los Estados Unidos y Canadá. Warner & Swasey comercializó su sistema basado en Micral para aplicaciones de procesamiento de datos industriales, tales como análisis de datos de ingeniería, contabilidad y control de inventario. R2E y Warner & Swasey exhibieron el sistema de microordenador múltiple Micral M en la Conferencia Nacional de Computación de junio de 1976. El Micral M consta de hasta ocho microordenadores Micral S, cada uno con su propia memoria local y compartiendo la memoria común para que la memoria local y la común se vean como una memoria monolítica para cada procesador. El sistema tiene un sistema operativo multiprocesador distribuido que, según R2E, se basa en compartir recursos comunes y gestión de tareas en tiempo real.

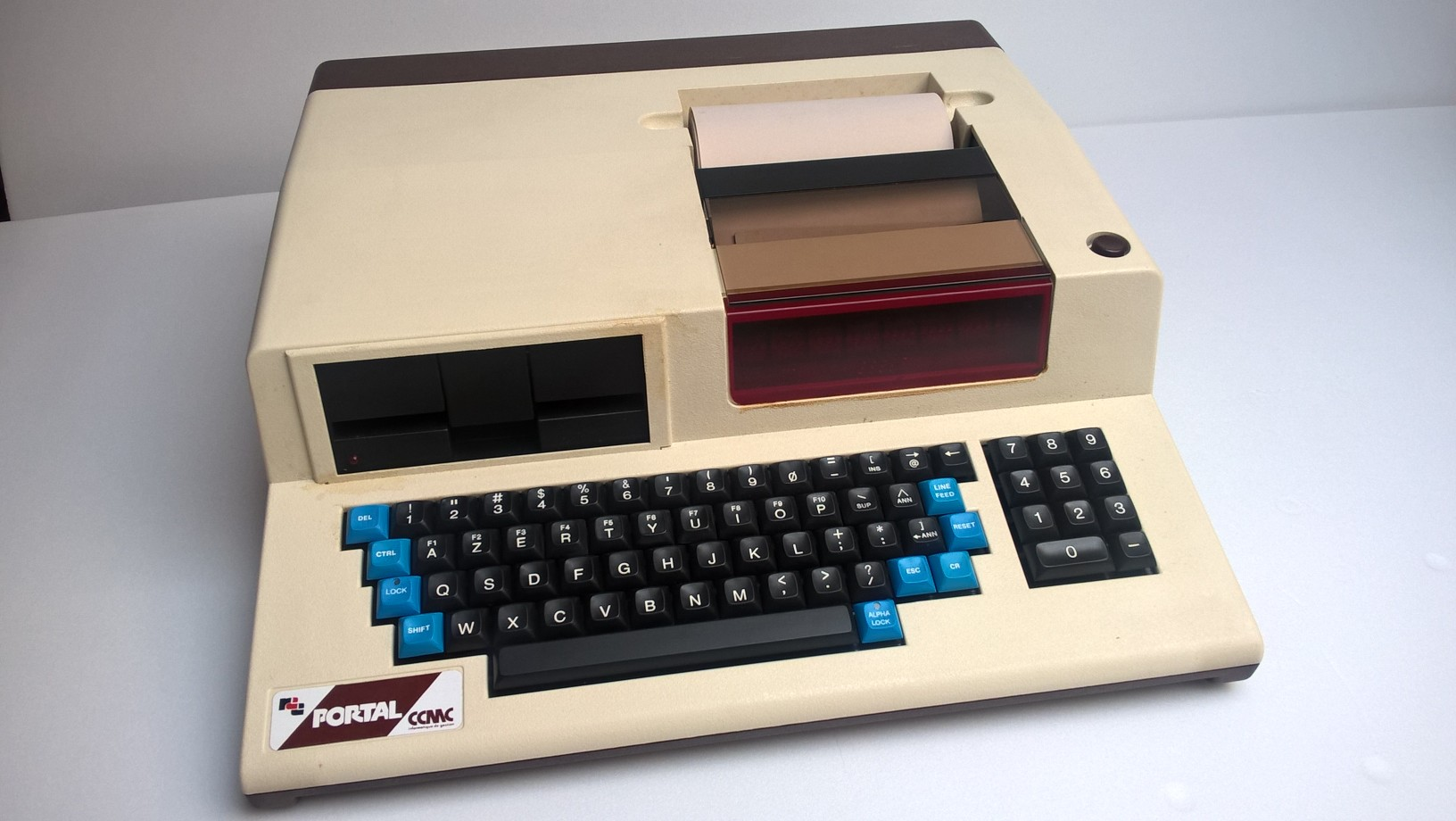
Computadora portátil R2E CCMC Portal en septiembre de 1980 en el show de Sicob en París

Tiempo después de la introducción en julio de 1976 del Zilog Z80, llegó el Micral CZ basado en Z80. El Micral C basado en 8080, un terminal CRT inteligente diseñado para procesamiento de texto y composición automática, se introdujo en julio de 1977. Tiene dos unidades minifloppy Shugart SA400 y un panel de control del sistema e interruptores de detección debajo de las unidades minifloppy. Se admite el lenguaje de aplicación empresarial (BAL) y FORTRAN. Para octubre, R2E había establecido una filial estadounidense, R2E of America, en Minneapolis. El Micral V Portable (1978) podría ejecutar FORTRAN y ensamblador bajo el sistema operativo Sysmic, o BAL. El sistema operativo Sysmic original pasó a llamarse Prólogo en 1978. Prologue pudo realizar tareas múltiples en tiempo real y era un sistema multiusuario . R2E ofreció CP/M para el Micral C en 1979.
El microordenador portátil Portal  R2E Micral CCMC hizo su aparición oficial en septiembre de 1980 en la exposición SICOB en París. Fue diseñado y comercializado por el departamento de estudios y desarrollos de François Gernelle de la firma francesa R2E Micral a solicitud de la empresa CCMC especializada en nómina y contabilidad. El Portal se basó en un procesador Intel 8085, de 8 bits, sincronizado a 2 MHz. Pesaba 12 kg y sus dimensiones eran 45 cm x 45 cm x 15 cm, proporcionaba movilidad total. Su sistema operativo era Prólogo. 
Micrals más tarde utilizó el Intel 8088. El último Micral diseñado por François Gernelle fue el 9020. En 1981, R2E fue comprado por Groupe Bull. Comenzando con el Bull Micral 30, que podría usar Prologue y MS-DOS, Groupe Bull transformó las computadoras Micral en una línea de PC compatibles. François Gernelle dejó Bull en 1983. 

## Legado
El R2E de Truong vendió alrededor de 90,000 unidades del Micral que se utilizaron principalmente en aplicaciones verticales como cabinas de peaje de carreteras y control de procesos. 
El pleito siguió después de que Truong comenzó a afirmar que él solo inventó la primera computadora personal. Los tribunales no juzgaron a favor de Truong, quien fue declarado "el hombre de negocios, pero no el inventor", dando en 1998 el único reclamo como inventor de la primera computadora personal a Gernelle y al equipo de ingeniería de R2E. 
A mediados de la década de 1970, Philippe Kahn era programador para el Micral. Más tarde, Kahn encabezó Borland, que lanzó Turbo Pascal y Sidekick en 1983. 
Paul G. Allen, cofundador de Microsoft con Bill Gates, compró un Micral N del subastador Rouillac en el Castillo de Artigny en Francia, el 11 de junio de 2017 para su museo de Seattle Living Computers: Museum + Labs.